# مدرسه پهلوی سابق
مدرسه پهلوی سابق مربوط به دوره پهلوی اول است و در تنکابن، خیابان امام، ۵۰ متر بعد از میدان مرکزی شهر واقع شده و این اثر در تاریخ ۲۶ اسفند ۱۳۸۶ با شمارهٔ ثبت ۲۱۹۹۱ به‌عنوان یکی از آثار ملی ایران به ثبت رسیده است.